# Nguyễn Tự Cường (giáo sư)
Nguyễn Tự Cường (sinh 25 tháng 12 năm 1951) là giáo sư tiến sĩ khoa học, nghiên cứu viên cao cấp tại Viện Toán học Việt Nam, ông được trao giải thưởng Hồ Chí Minh đợt V về khoa học và công nghệ năm 2017.

## Tiểu sử
Ông quê ở Song Lộc, Can Lộc, Hà Tĩnh. Anh trai của ông là nhà vật lý nguyên tử GS. Nguyễn Đình Tứ.
Ông cùng Ngô Việt Trung được cử sang Đông Đức du học, và tốt nghiệp tại Đại học Martin Luther Halle-Wittenberg năm 1974.
Năm 1982, ông bảo vệ luận văn tiến sĩ về lĩnh vực Lý thuyết kỳ dị, tại Đại học Humboldt, Berlin.
Ông bảo vệ thành công tiến sĩ khoa học năm 1995 tại Viện toán học Việt Nam.
Ông được phong phó giáo sư năm 1996 và trở thành giáo sư năm 2003.

## Sự nghiệp
Cho đến hiện tại ông có gần 60 công trình khoa học được công bố trên các tạp chí uy tín. Ông hướng dẫn thành công 12 tiến sĩ. Trong đó có Lê Thị Thanh Nhàn, bà là giáo sư nữ toán học thứ hai của Việt Nam .
Năm 2017, ông được trao giải thưởng Hồ Chí Minh đợt V về khoa học và công nghệ (cùng với GS Ngô Việt Trung, và GS Lê Tuấn Hoa) cho cụm công trình "Các bất biến và cấu trúc của vành địa phương vành phân bậc".
Ông là tổng biên tập tạp chí Acta Mathematica Vietnamica.